# مصلى أحمر (الكرنك)

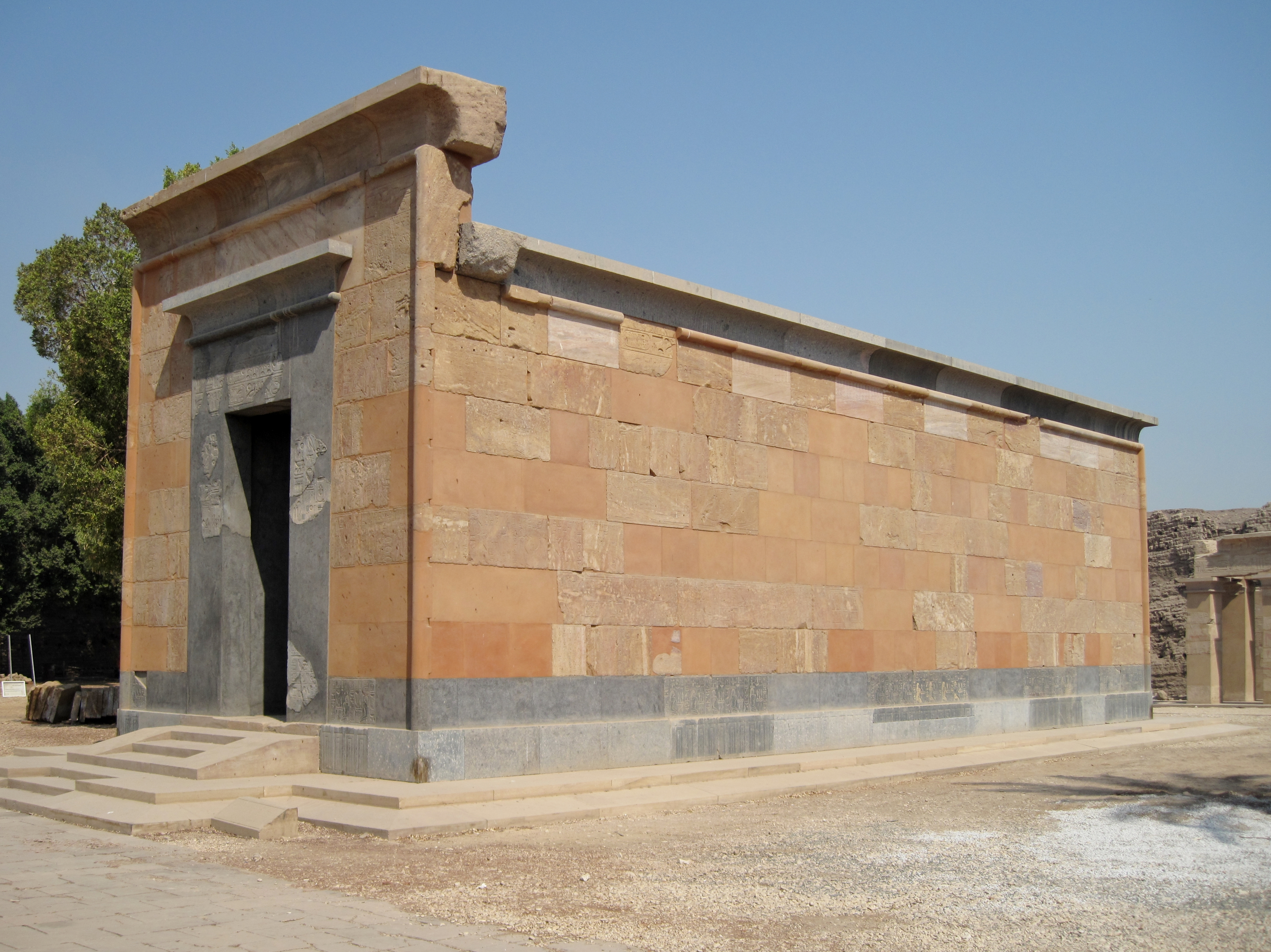
المصلى الأحمر لحتشبسوت في معبد الكرنك.

المصلى الأحمر بالكرنك أو المصلى الأحمر لحتشبسوت هو صالة صغيرة نسبيا أنشأتها الملكة حتشبسوت في معبد الكرنك بالأقصر بغرض العبادة والاحتفاظ وصون المركب الإلهية للإله أمون.تلك المصلى جزء صغير من مجمع معابد الكرنك.بني المصلى من أحجار الكوارزيت الأحمر والجرانيت الأسود التي تكون قاعدة المصلى.

## مقدمة
عند التنقيب عثر على 319 قطعة حجرية في الموقع من الجرانيت الأسود والكوارزيت الأحمر.
وقد أدى استخدام تلك الأحجار في الماضي لملء فراغات في بعض الآثار الفرعونية الكبيرة الأخرى فقد احتفظت الأحجار بالرسومات القيمة المحفورة عليها وتشهد بحقبة رخاء خلال الدولة الحديثة، وعلى الأخص في عهد حتشبسوت.أعيد بناء المصلى خلال نهاية القرن العشرين بعد الميلاد في معبد الكرنك.

## بناء المصلى واستخداماته

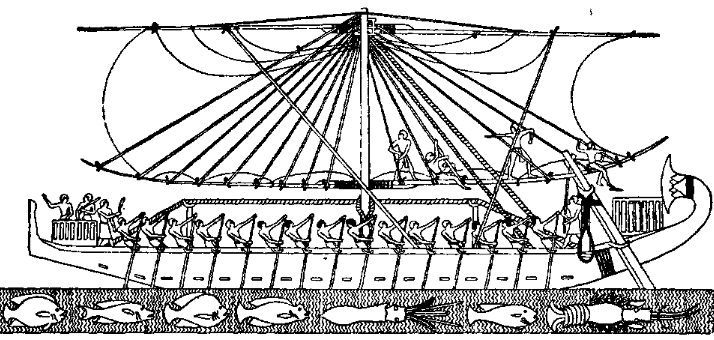
صورة لأحد السفن التجارية الكبيرة التي أرسلتها حتشبسوت إلى بلاد بنط لإحضار البخور والمر.

أنشأت الملكة حتشبسوت المصلى أمام معبد الكرنك الذي بُني لعبادة الإله رع في طيبة (الأقصر الآن) والذي كان لا يزال صغيرا أثناء الدولة الوسطى.تبين اللوحات الموجودة داخل المصلى حتشبسوت وهي تلبس مقاليد الحكم كأحد الرجال، حتى أنها كانت تُصور ذات لحية.لم تعرف بأنها الملكة حتشبسوت إلا عن طريق إسمها المصاحب لتلك الرسومات.
ثم قام الملك تحتمس الثالث بهدم مصلي حتشبسوت في السنة 23 من حكمه، واستبدله بمبنى للاحتفاط وصون المركب الإلاهية الذي بناه بنفسه.وعندما حكم امنحتب الثالث مصر استخدم أحجار مصلى حتشبسوت كمواد لملء بنية الصرح الثالث في معبد أمون-رع.

## عيد الأوبت في عهد حتشبسوت
اعلنت حتشبسوت الاحتفال بعيد الأوبت لأول مرة في عام 1462 قبل الميلاد وحددته بيوم 14 من الشهر الثاني لفصل آخت.وتدل لوحات موجودة في المصلى الأحمر على هذا الاحتفال، كذلك يوجد وصف كامل لشعائر هذا العيد في معبد الدير البحري لحتشبوت، وهو يختص «بالولادة الإلاهية» لحبشبسوت كإبنة للإله أمون.ويذكر في هذا الوصف:
"جاء هذا الإله العظيم أمون ملك العرش، حيث شكل نفسه واقترب منها كحاكمة لمصر العليا ومصر السفلى (عا-خبر-كا-رع ʿ3-ḫpr-K3-Rʿ)، وهي الجميلة في قصرها.
وصحت من نومها عند تلمسها ريحه الجميلة وابتسمت له، فاقترب منها وكان مائلا لتعشيرها وأعطاها قلبه، وسمح لها أن تراه في هيئة الإلاهية بعدما حضر إليها.وفرحت برؤية جماله، وملأ حبه بدنها.وكان القصر مليئا بالرائحة الذكية للإله، وكانت كل روائحه من روائح بلاد «بنت».واسمتع بجمالها وتركته يستمتع بها.وقبلته تقبيلا.
"
ابتدعت حتشبسوت تلك الأسطورة بزواجها من أمون من أجل تعميدها كملكة على مصر بعد وفاة زوجها أحمس الثاني مبكرا، حيث كان تولي العرش مقصور على الذكور من العائلة الملكية.

## سجلات المصلى الأحمر

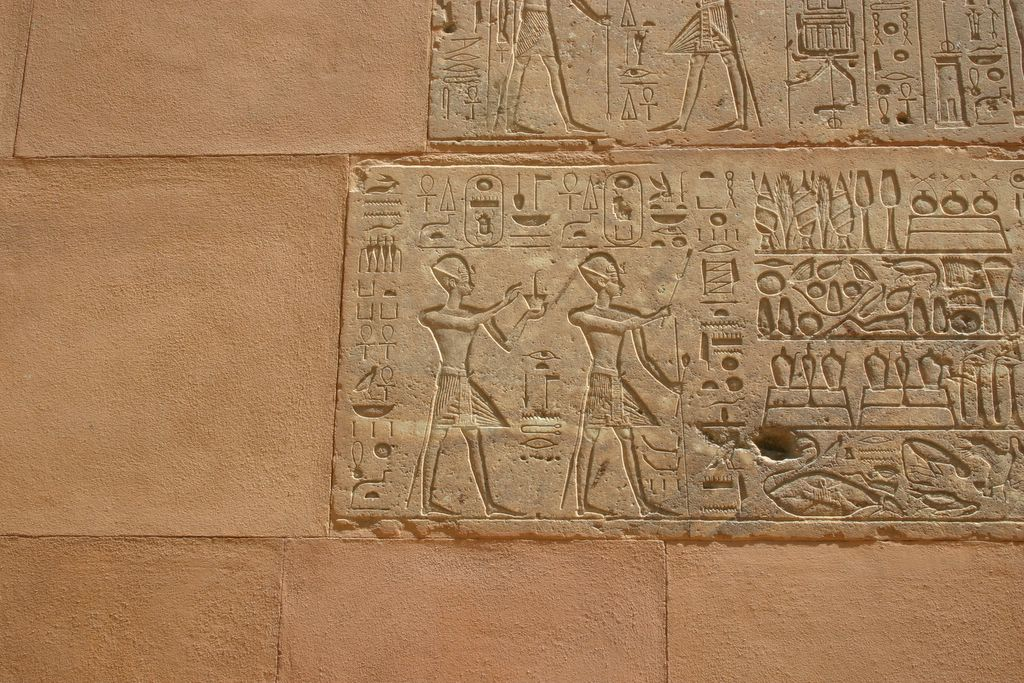
بعض لوحات الحائط الخارجي للمصلى الأحمر، وترى حتشبسوت بمقاليد الحكم وخلفها تحتمس الثالث يعاينان أعمال ترميم.

توجد على الحائط الخارجي للمصلى الأحمر سجلات في هيئة لوحات مرسومة ومكتوبة، وهي مقسمة إلا عدة سجلات بحسب المناسبا والموضوعات التي تعبر عنها.
- السجل 1: يذكر محافظات مصر في عهد حتشبسوت، ومحتويات المعبد، والمواكب الدينية
- السجل 2: دعاء واستشارة الألهة (لمعرفة المستقبل)، وموكبي عيد الأوبت وعيد الوادي، موكب الانتقال من الأقصر إلى الدير البحري والعودة.
- السجلات 3 - 5: مراسيم عيد الأوبت وعيد الوادي، موكبي الانتقال من طيبة إلى الدير البحري عبر النيل والعودة،
- السجل 6: قرابين، استعدادات مراسيم التتويج، قرابين تقدم إلى تاسوع هيليوبليس المقدس.
- السجل 7: مراسيم التتويج،
- السجل 8: احتفالات بمشاركة تحتمس الثالث

## إعادة بناء المصلى الأحمر
عثر على الكثير من الأحجار لتي كانت تشكل المصلى الأحمر لحتشبسوت خلال الخمسينيات من القرن الماضي وجد بعضها في صرح للملك أمنحتب الثالث.وتمكنت مجموعة من علماء الآثار المصريين والفرنسيين التوصل إلى معرفة الشكل الأصلي للمصلى حتى عام 1997.وتم بعد ذلك إعادة إنشائه وهو يحتوي على نحو 300 من الأحجار الأصلية مرتبة بحسب الموضوعات والمناسبات التي تعبر عنها، ويمكن مشاهدته في المتحف المفتوح المقام في ساحة معبد الكرنك بالأقصر.

## اقرأ أيضا
- تحتمس الثالث
- حتشبسوت
- معبد حتشبسوت (الأقصر)
- مقبرة تحتمس الثالث